# Echinotriton chinhaiensis
Echinotriton chinhaiensis är en groddjursart som först beskrevs av Chang 1932.  Echinotriton chinhaiensis ingår i släktet Echinotriton och familjen vattensalamandrar. IUCN kategoriserar arten globalt som akut hotad. Inga underarter finns listade i Catalogue of Life.